# Paléoécologie
La paléoécologie est une science issue de la paléontologie à partir des années 1960. Elle étudie les relations des êtres vivants fossiles avec leur milieu de vie, sous les aspects physico-chimiques (paléobiotope) aussi bien que biologiques (paléobiocénose). Elle étudie les paléoenvironnements qu'on cherche à reconstituer grâce aux fossiles et aux modèles contemporains. On parle aussi d'écologie rétrospective.

## Présentation
Ses méthodes sont diverses et reliées à l'écologie et aux autres sciences géologiques : paléontologie, palichnologie, palynologie, sédimentologie, géochimie, etc.
Basée sur le principe de l'uniformitarisme, cette science trouve ses limites dans l'application des méthodes de l'écologie aux espèces fossiles.